# Bronzolo
Bronzolo (Duits: Branzoll) is een gemeente in de Italiaanse provincie Zuid-Tirol (regio Trentino-Zuid-Tirol) en telt 2377 inwoners (31-12-2004) waarvan de meerderheid Italiaanstalig. De oppervlakte bedraagt 7 km², de bevolkingsdichtheid is 340 inwoners per km².

## Geografie
De gemeente ligt op ongeveer 263 m boven zeeniveau en heeft aan de Brennerspoorlijn ook een station Bronzolo-Branzoll.
Branzoll grenst aan de volgende gemeenten: Aldein, Auer, Deutschnofen, Laives, Vadena.

## Externe link

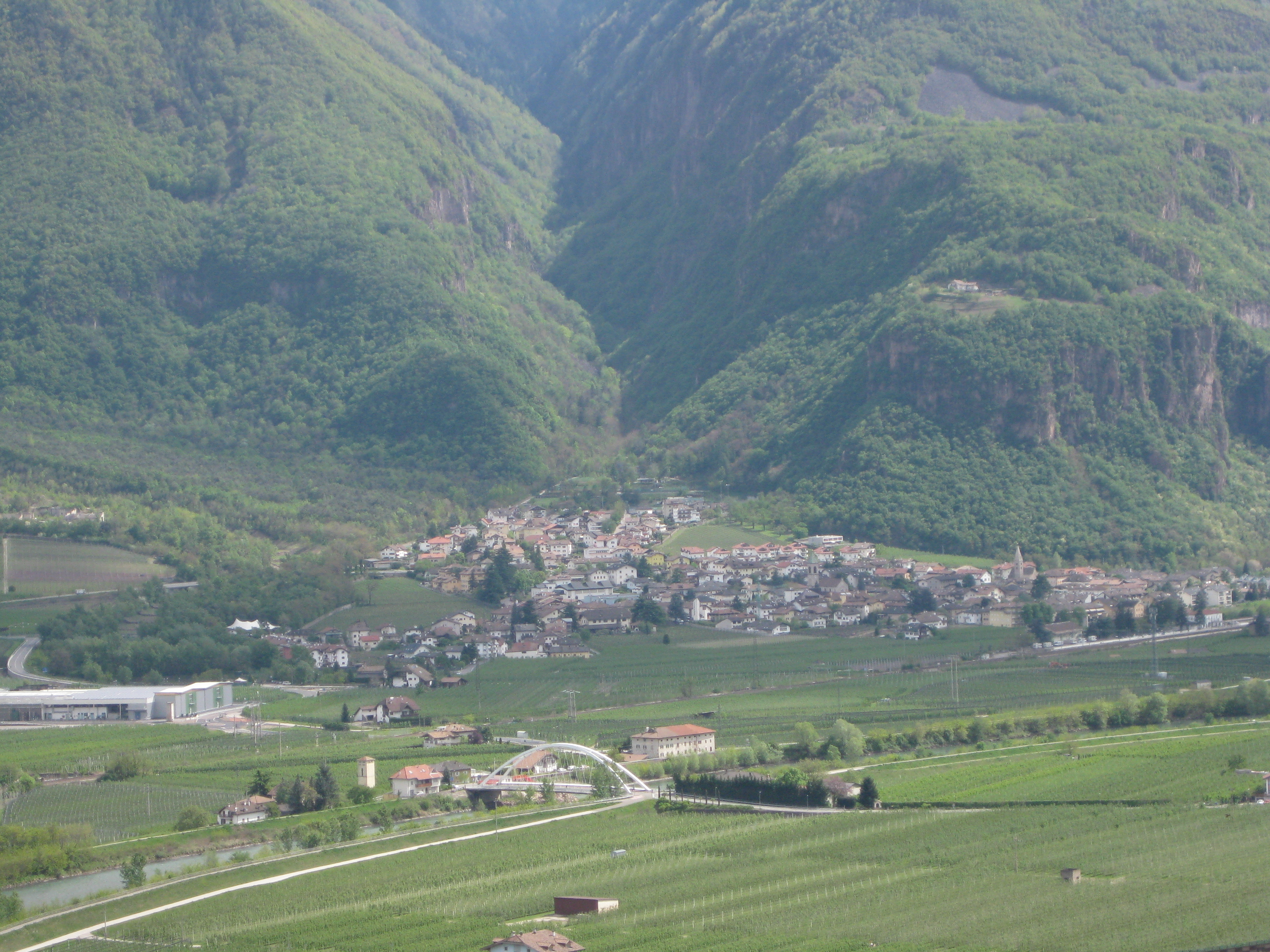
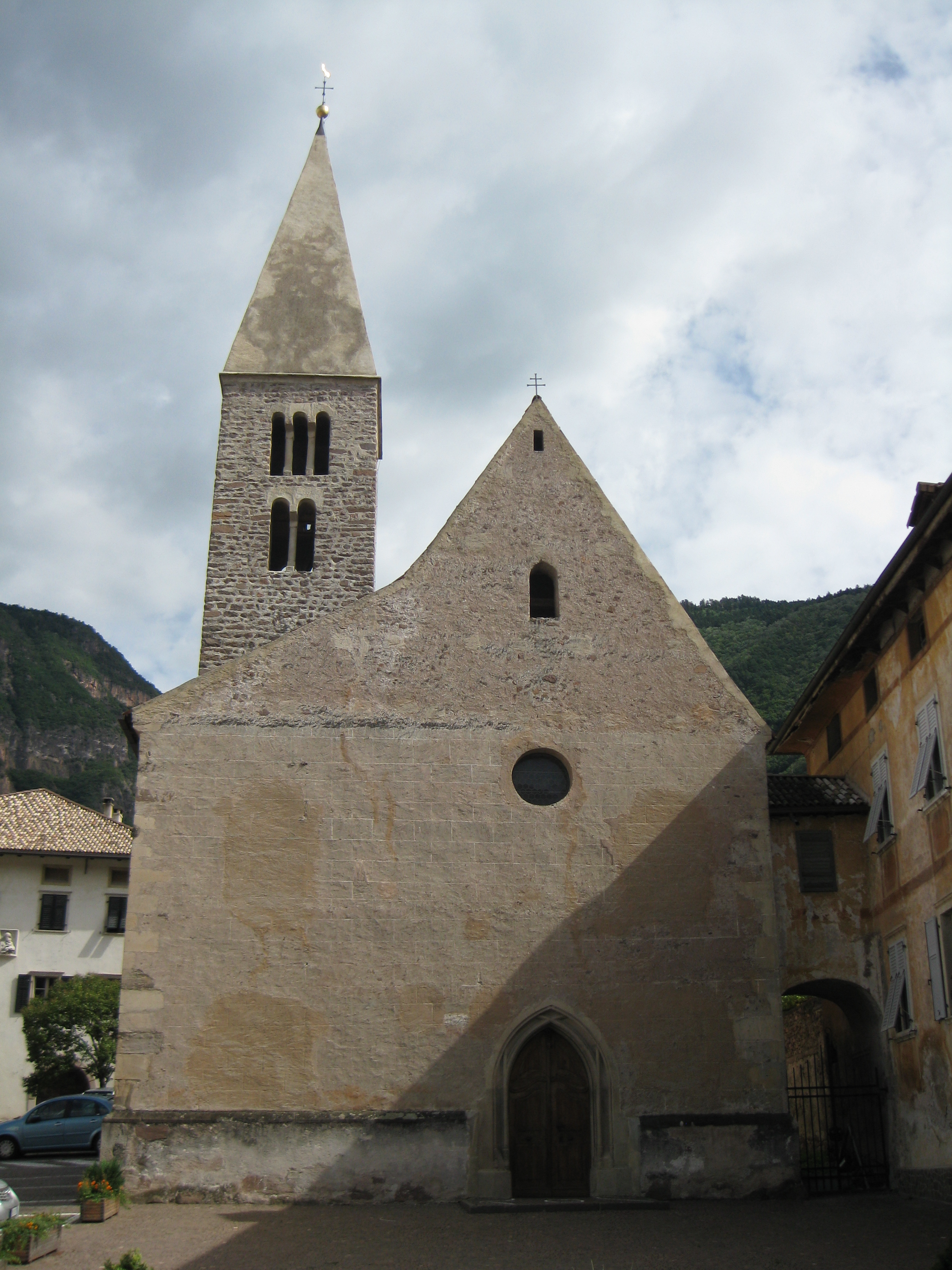
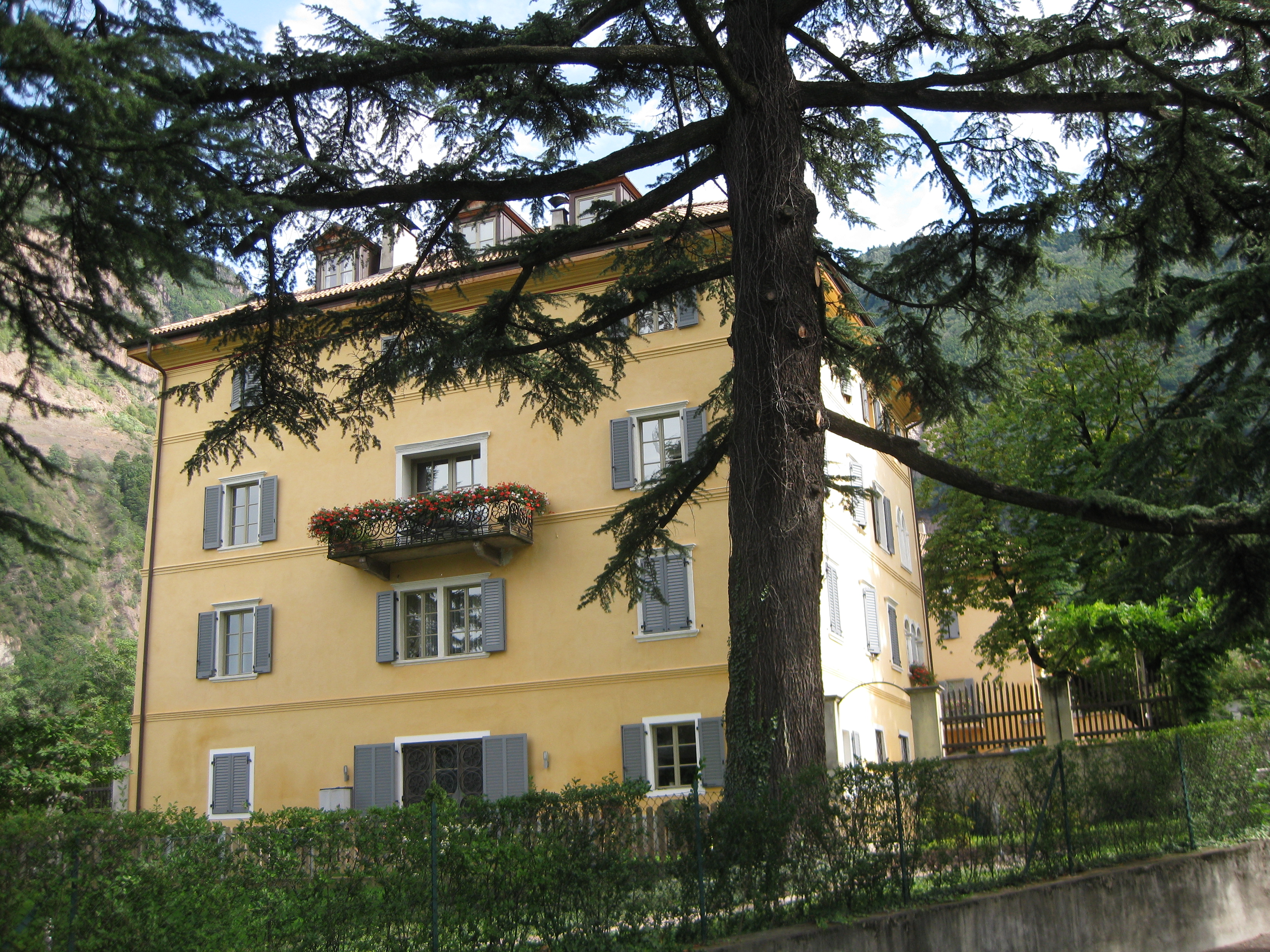